# No Bull
No Bull es un video en vivo lanzado por AC/DC en noviembre de 1996, filmada en Madrid en la Plaza de Toros de Las Ventas el 10 de julio de 1996, durante el Ballbreaker world tour. Fue dirigido por David Mallet, producido por Rocky Oldham, mezclado por Miguel Fraser, y corregido por David Gardener y Simon Hilton.

## Lista de canciones
1. "Back in Black" - 6:02
2. "Shot Down in Flames" - 3:37
3. "Thunderstruck" - 5:40
4. "Girls Got Rhythm" - 4:03
5. "Hard as a Rock" - 4:46
6. "Shoot to Thrill" - 5:32
7. "Boogie Man" - 10:07
8. "Hail Caesar" - 5:40
9. "Hells Bells" - 6:01
10. "Dog Eat Dog" - 4:52
11. "The Jack" - 6:53
12. "Ballbreaker" - 4:32
13. "Rock and Roll Ain't Noise Pollution" - 5:12
14. "Dirty Deeds Done Dirt Cheap"
15. "You Shook Me All Night Long" - 4:00
16. "Whole Lotta Rosie" - 5:20
17. "T.N.T." - 3:43
18. "Let There Be Rock" - 16:51
19. "Highway to Hell" - 5:00
20. "For Those About to Rock (We Salute You)" - 7:30

- Todas las canciones fueron escritas por Young, Johnson, y Young, excepto: "Thunderstruck", "Hard As A Rock", "Boogie Man", "Hail Caesar" y "Ballbreaker" por Young, Young; "Shot Down In Flames", "Girls Got Rhythm", "Dog Eat Dog", "The Jack", "Dirty Deeds Done Dirt Cheap", "Whole Lotta Rosie", "T.N.T.", "Let There Be Rock" y "Highway To Hell", que fueron compuestas por Young, Scott y Young.

## Miembros de la banda
- Brian Johnson - vocalista
- Angus Young - guitarra solista
- Malcolm Young - guitarra rítmica y coros
- Cliff Williams - bajo y coros
- Phil Rudd - batería

## Especiales
- Dolby Digital 5.0 Surround Sound
- Dolby Digital Stereo
- "Hard As A Rock" Promo
- "The Making Of Hard As A Rock" documental con entrevistas a Angus Young y Brian Johnson